# Каримате
Карима̀те (на италиански: Carimate; на ломбардски: Carimàa, Каримаа) е малко градче и община в Северна Италия, провинция Комо, регион Ломбардия. Разположено е на 265 m надморска височина. Населението на общината е 4517 души (към 2017 г.).